# Magnolia nitida
Magnolia nitida là một loài thực vật có hoa trong họ Magnoliaceae. Loài này được W.W.Sm. mô tả khoa học đầu tiên năm 1920.